# Plan Real

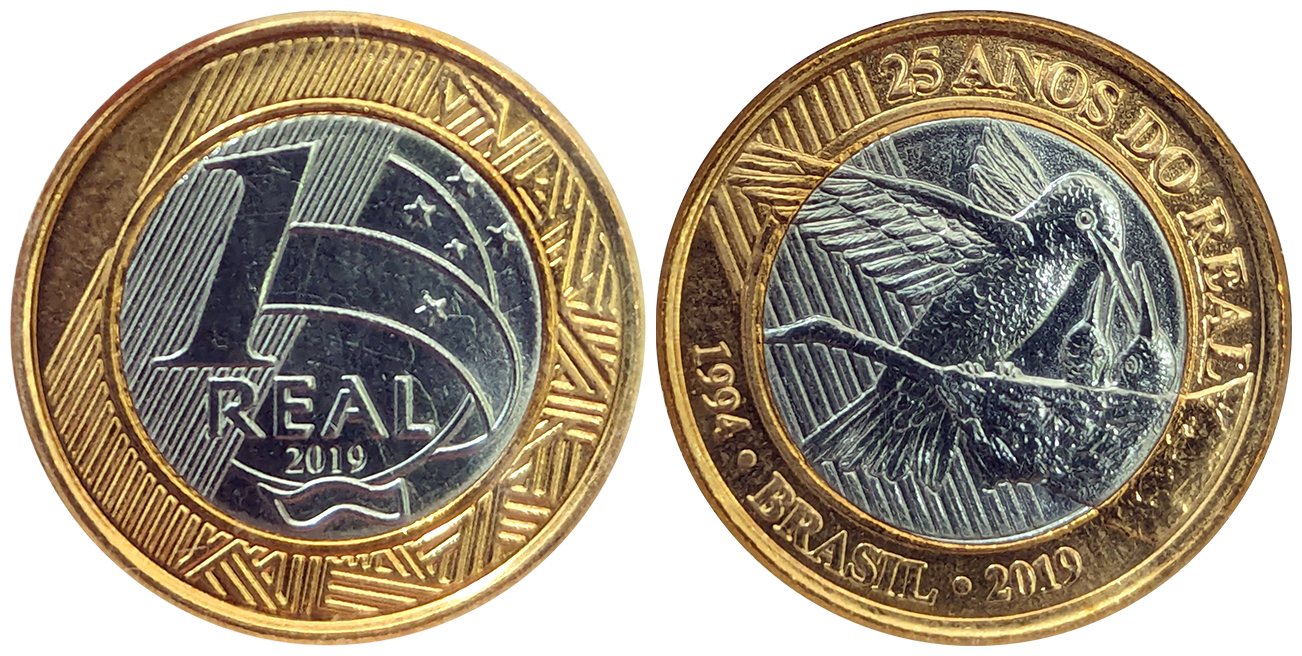
Moneda de 1 real conmemorativa a los 25 años del Plan Real

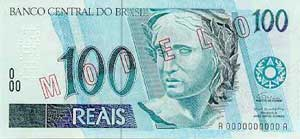
Anverso de un billete de cien reales, emitido en 1994.

El Plan Real fue un plan de estabilización económica ideado por el gobierno de Itamar Franco y desarrollado por el equipo de economía del Ministerio de Hacienda, durante la gestión de Fernando Henrique Cardoso, posteriormente electo presidente en 1994.
En sus primeros días, el plan fue denominado por el equipo de economía “Plan Bacha”, debido al nombre de su principal ideólogo, el economista Edmar Bacha, por muchos considerado el padre del Plan Real. Su objetivo principal era controlar la hiperinflación, un problema brasileño crónico. Combinaba condiciones políticas, históricas y económicas para permitir que el gobierno brasileño lanzase las bases de un programa de largo plazo. Organizado en etapas, el plan resultaría el fin de casi tres décadas de inflación elevada y la sustitución de la antigua moneda, el cruceiro, por el real, a partir del 1 de julio de 1994. La gran mayoría de los economistas de las universidades brasileñas, en tanto, pensó que el plan no obtendría éxito.

## Historia

### Contexto
En los años 1980, Brasil sufría de un enorme desequilibrio fiscal. Sin crédito externo, éste déficit debía ser financiado con mayor emisión monetaria. Para contener la situación, el gobierno de José Sarney implantó controles de precios y de salarios. La inflación se transformó en hiperinflación, alcanzando entre los meses de febrero de 1989 y marzo de 1990, el 2751%.
En los años 1990 se inició con la caída de la Unión Soviética y el afianzamiento del neoliberalismo a escala mundial. El presidente del Brasil, Fernando Collor de Mello, 
Su mandato estuvo marcado por la aplicación del pacote, el plan de reestructuración más severo de la historia del país: privatización de empresas, desregulación de las negociaciones salariales, confiscación temporal de ahorros y depósitos bancarios, recortes en programas sociales, etc. El desempleo aumentó, los salarios cayeron y el país se entró en una fuerte  recesión económica para mediados de su mandato el país se sumió en la hiperinflación. Estos desajustes en el plano económico y las acusaciones por corrupción que salieron a la luz en 1992, llevaron a la presentación de un impeachment en el parlamento que lo destituyó de la presidencia.
Durante su breve gestión, el gobierno avanzó en la privatización de las empresas del Estado, la liberalización de los controles de cambios, la reducción del déficit fiscal, la supresión de órganos gubernamentales, la eliminación de subsidios y el despido masivo de empleados de la función pública federal. La políticas de apertura desembocaron en una espiran inflacionaria, en un año la inflación se reavivó a mediados de 1990. Las medidas adoptadas no lograron reactivar la economía y 7 500 000 personas habían perdido sus empleos como parte del proceso de reforma.
En 1991 estalló un escándalo de corrupción que derivó en la destitución de Fernando Collor de Mello y su reemplazo por el vicepresidente, Itamar Franco. En 1992 la inflación era del 1119% y un año después sería del 2477%. Bajo la gestión de Franco se sucedieron diversos ministros de Hacienda, hasta la llegada del entonces canciller Fernando Henrique Cardoso.
Paralelamente, la Argentina había transitado un camino similar al de Brasil, sufriendo una inflación del 2314% en 1990. Desde la asunción del presidente Carlos Menem se habían sucedido distintos ministros de economía, sin lograr mayores resultados, hasta la designación del entonces canciller, Domingo Felipe Cavallo, quién diseño la denominada Ley de Convertibilidad, la cual sería sancionada en 1991 y establecía que el país sólo podía emitir moneda local completamente respaldada por reservas, impidiendo modificar el tipo de cambio o conducir una política monetaria autónoma. 
El plan fue un éxito, ya que la inflación pasó a un 84% en 1991, 17,5% en 1992, 7,4% en 1993 y así hasta alcanzar el 0% en 1996. Las reservas en dólares aumentaron y tanto el consumo como la inversión se reactivaron gracias al crédito y a la estabilidad económica. [cita requerida]El PIB de la Argentina creció el 10,6% en 1991, el 9,6% en 1992 y el 5,7% en 1993, cifras que sólo se habían visto en el país a comienzos del siglo XX. En 1993, Brasil solo había recibido una inversión líquida de 714 millones de dólares, incluso inferior a los 720 millones que había logrado Colombia y muy por debajo de los 2.059 millones de dólares de inversión líquida alcanzados por la Argentina ese mismo año.

### Aplicación
A partir de 1992 Brasil volvió a recibir capitales externos que le permitieron recomponer sus niveles de reservas y en junio de 1993 se puso en marcha el Plan Real, que en su primera etapa profundizó los procesos de apertura comercial y privatizaciones con el fin de equilibrar las cuentas del gobierno y reducir la inflación. La segunda etapa del plan preveía la creación de un patrón de valor denominado "Unidad Real de Valor" (URV) atado a la cotización del dólar, al cual se debían ajustar todos los contratos, tarifas, precios y salarios. En 1994, Brasil concretó la reestructuración de su deuda externa dentro del llamado "Plan Brady". La última fase del Plan Real, fue llevada a cabo el 1 de julio de 1994 con la sustitución de la URV por un nuevo signo monetario denominado Real, a razón de 2750 cruzeiros reales por cada nuevo real. Se establecieron restricciones para la indexación de contratos, mientras que la emisión monetaria estaría limitada al nivel de reservas internacionales. La paridad del Real sería de 1 a 1 con respecto al dólar, aunque a diferencia del plan argentino de Convertibilidad, se evitó fijar el tipo de cambio por Ley para no cercenar las facultades del Ministerio de Hacienda en materia cambiaria.

Estas medidas lograron una reducción abrupta de la inflación que pasó del 43,1% mensual durante el primer semestre de 1994 a 3,1% en el segundo semestre, y a 1,7% en 1995. El éxito del Plan Real hizo que el presidente Itamar Franco decidiera apoyar a Fernando Henrique Cardoso en las elecciones generales del 3 de octubre de 1994. Cardoso fue elegido presidente, derrotando al líder de la izquierda brasileña, Luis Inacio Lula da Silva.

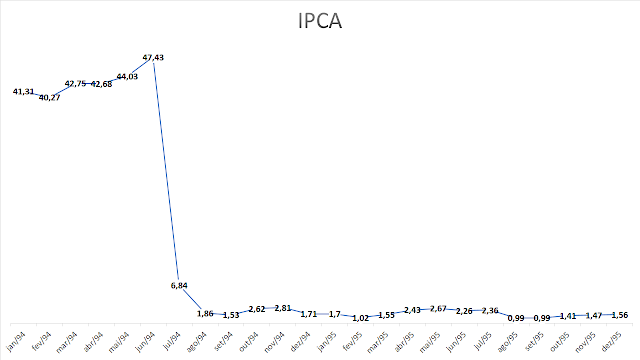
Gráfico del IPC entre enero de 1994 y diciembre de 1995

En el segundo semestre de 1994, la base monetaria creció muy rápidamente en consonancia con el incremento de reservas. Sin embargo, al gobierno le preocupaba que esto repercutiera en mayor inflación, por lo que en 1995 la expansión monetaria fue sensiblemente menor al incremento de las reservas. [cita requerida]La política del Banco Central fue la de mantener las tasas de interés altas, tanto para evitar la salida de capitales como para contener la expansión monetaria, aunque en contrapartida se producía un incremento constante de la deuda interna.
La reactivación económica se produjo principalmente entre 1993 y 1995, ya que la reducción de la inflación llevó a una revalorización real de los salarios, lo cual se sumó al aumento del crédito interno al consumo.
Aunque la aplicación del Plan Real fue tardía respecto a otros planes de reforma y estabilización, tuvo el mérito de contener una inflación de cuatro dígitos en una economía de dimensión continental, con importantes heterogeneidades regionales y tradicionalmente más cerrada al comercio externo que sus vecinos latinoamericanos.
Los flujos de capitales que arribaron a Brasil, adquirieron tal magnitud que permitieron financiar el creciente desequilibrio en cuenta corriente y, al mismo tiempo, incrementar las reservas. En diciembre de 1994, cuando se firmó el Protocolo de Ouro Preto para poner en vigencia al Mercosur, el tipo de cambio de Argentina y Brasil era similar ya que tanto un peso argentino, como un real brasileño, equivalían a un dólar norteamericano. Sin embargo, la respuesta a la crisis mexicana fue diferente en ambos países. Si bien Brasil no devaluó, las autoridades monetarias flexibilizaron su régimen adoptando el sistema de bandas, que permitía la fluctuación del real entre límites sujetos a modificaciones periódicas. La Argentina en cambio profundizó la Convertibilidad, dolarizando los encajes bancarios, entre otras medidas. A partir de allí, el PBI de ambos países reaccionó de manera dispar, ya que Brasil logró crecer un 4,2% en medio de la crisis, aunque luego comenzó a languidecer ubicándose en 2,7% en 1996, 3,3% en 1997 y 0,1% en 1998. En tanto el PBI de la Argentina se tornó errático, cayendo a -2,8% en 1995, para luego repuntar a 5,5% en 1996, 8,1% en 1997 y 3,9% en 1998.

### Crisis

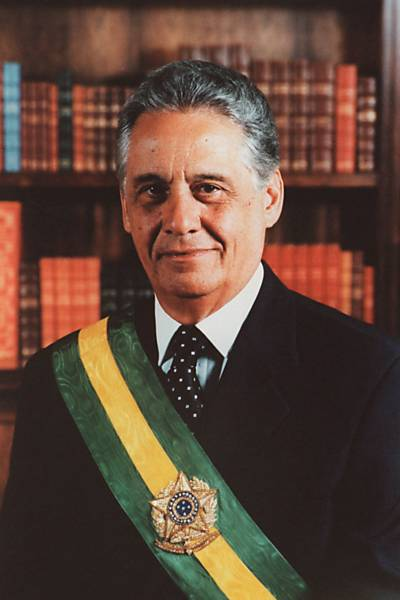
El Plan Real llevó a Fernando Henrique Cardoso de Ministro de Economía a Presidente de la Nación.

Tras los primeros años de euforia, las economías de Argentina y Brasil comenzaron a sentir los efectos de la contracción monetaria y de las altas tasas de interés, que afectaban directamente al nivel de actividad. Aumentó el desempleo y muchas empresas debieron cerrar sus puertas ante la imposibilidad de poder competir con los productos importados, tanto por las políticas de apertura comercial como por la sobrevaluación de la moneda. A su vez, el déficit fiscal y externo debía ser cubierto a través de financiamiento tanto interno como externo, generando un aumento continuo de la deuda pública y de las tasas de interés. La respuesta de las autoridades monetarias era que el déficit fiscal se solucionaría profundizando los ajustes del gasto público, mientras que el déficit externo sería transitorio, hasta que las industrias locales fuesen lo suficientemente productivas y competitivas como para incrementar el volumen de sus exportaciones.
La caída de los Tigres asiáticos en 1997 y de Rusia en 1998, generó incertidumbre entre los inversores brasileños, ya que la baja en el precio de las materias primas estaba provocando un incremento del déficit externo, justo en un momento de escasa liquidez internacional para los mercados emergentes. Ese año el presidente Cardoso logró ser reelecto y el Brasil llegó a un acuerdo con el FMI, a través del cual el organismo ofrecía un paquete de ayuda por 40.000 millones de dólares a cambio de que país aplicara nuevos ajustes fiscales y reformas institucionales.
Pese a ello, los ataques especulativos recrudecieron en diciembre de 1998. Un mes después, Cardoso anunció una ampliación de la banda monetaria que permitía una devaluación del Real de hasta el 8%. Esta medida no hizo más que justificar los temores sobre la imposibilidad de mantener el tipo de cambio, por lo que la fuga de capitales se volvió aún más intensa. Dos días después se anunció la libre flotación del real. La moneda perdió un 60% de su valor en solo un mes, para luego estabilizarse en una devaluación cercana al 40%.
Tras la depreciación se produjo un alza en los precios al consumidor, aunque posteriormente logró estabilizarse, echando por tierra los miedos de un rebrote inflacionario. Por su parte, tras la dura caída sufrida a comienzos de año, el nivel de actividad mostró signos de recuperación en el segundo semestre de 1999 y el año logró finalizar con un crecimiento del PBI del 0,8%. Las exportaciones mejoraron, se registró superávit fiscal y el flujo de capitales volvió a ser positivo permitiendo la recomposición del nivel de reservas[cita requerida], finalizando el año 2000 con un alza del PIB del 4,4%.
En el 2001 la economía de Brasil volvió a ralentizarse, registrando un incremento del PIB del 1,4% en 2001, del 2,7% en 2002 y del 0,5% en 2003.

### Desarrollo posterior
El 1 de enero de 2003 asumió el Gobierno de Brasil, el dirigente del Partido de los Trabajadores (PT), Lula da Silva, tras un fuerte 
ataque especulativo durante las elecciones. Pese a la incertidumbre de los mercados sobre el futuro rumbo de la economía, Lula mantuvo durante sus primeros tres años de gobierno una política económica de base liberal, similar a la de Cardoso.
Tras la privatización de los grandes monopolios estatales durante los años 1990 (telecomunicaciones, energía, siderurgia, sector financiero, etc.), el gobierno de Lula optó por continuar este camino mediante la privatización por concesiones, como medio para atraer las inversiones necesarias en infraestructura que el Estado no podía afrontar (rutas, puertos, aeropuertos, ferrocarriles, etc.). El alza en el precio de las materias primas apuntaló el crecimiento económico, que se mantuvo en torno al 3,5% durante su primer mandato (2003-2006), mientras que la inflación bajó del 12,5% en 2002 al 3,14% en 2006. Durante su segundo período presidencial (2007-2010), el crecimiento económico rondó el 4,62%, iniciando el gobierno una política de carácter desarrollista, que apuntó a un aumento real de los salarios, el fomento del crédito al consumo y la realización de importantes inversiones públicas en infraestructura.
El 1 de enero de 2011 asumió la presidencia, otra dirigente del Partido de los Trabajadores, Dilma Rousseff. Si bien en el año 2010 la economía de Brasil alcanzó un pico de crecimiento del 7,5%, la crisis económica mundial desatada en 2008 y el estancamiento en los precios de las materias primas ralentizaron el crecimiento económico del país.